# Dasypus yepesi
Dasypus yepesi là một loài động vật có vú trong họ Dasypodidae, bộ Cingulata. Loài này được Vizcaíno miêu tả năm 1995.